# Sternacanthus picticornis
Sternacanthus picticornis är en skalbaggsart som beskrevs av Francis Polkinghorne Pascoe 1857. Sternacanthus picticornis ingår i släktet Sternacanthus och familjen långhorningar. Inga underarter finns listade i Catalogue of Life.